# Taxi 4
Taxi 4 (ook gespeld als T4xi) is een Franse komische film, en het vierde deel in de Taxi-serie. De film is geregisseerd door Gérard Krawczyk. De hoofdrollen worden gespeeld door Samy Naceri, Frédéric Diefenthal, Bernard Farcy en Emma Sjöberg. Marion Cotillard, die in de eerste drie films de vriendin van Daniel speelt, is er niet meer bij.

## Verhaal
Een notoire crimineel uit België moet voor korte tijd op het politiebureau van Marseille worden opgesloten, voordat hij verder vervoerd wordt. De boef weet politieman Emilien, die met zijn hoofd bij een belangrijke voetbalwedstrijd is, met een truc over te halen hem te laten gaan. Hierop wordt Emilien ontslagen en hij vraagt zijn vriend, taxichauffeur Daniel, om hulp. Deze heeft de boef, zonder te weten wie hij was, vervoerd en weet waar de boef zich bevindt, die alweer bezig is een nieuwe misdaad voor te bereiden. In deze 4e film is de 'oude' taxi, de Peugeot 406 inmiddels vervangen door een Peugeot 407. Emilien krijgt op het eind wel zijn baan terug, omdat hij mee helpt de boef te vangen.